# لؤلؤ (مسلسل)
لؤلؤ مسلسل تلفزيوني مصري عرض عام 2021، من بطولة مي عمر، ومن إخراج محمد عبد السلام.

## قصة المسلسل
تدور أحداث المسلسل في إطار من الدراما حول فتاة تدعى سنية (لؤلؤ)، والتي تحلم بأن تصبح مطربة مشهورة، ولكنها تمر بالعديد من الصدمات والمتاعب خلال رحلتها.

## طاقم العمل
- مي عمر: (لؤلؤ)
- أحمد زاهر: (طارق)
- نجلاء بدر: (نهال)
- نرمين الفقي: (كاميليا)
- إدوارد: (مجدي)
- محمد الشرنوبي: (بودا)
- هيدي كرم : (داليا)
- أشرف زكي: (أبو نهال)
- عماد زيادة(زوج كاميليا)
- سلوى عثمان: (إكرام والدة لؤلؤ)
- هدير عبد الناصر: (مروة)
- حمدي هيكل : (سيد والد لؤلؤ)
- جوري بكر: (نانسى)
- محمد غنيم
- أحمد عبد الله محمود
- أحلام الجريتلي: (جدة لؤلؤ)
- ملك أحمد زاهر: (منة)
- محمد مهران: (كوكس)
- أحمد ماجد
- لمياء الأمير: (والدة نهال)